# 渡邊美香 (女優)
渡邊 美香（わたなべ みか、1月14日 - ）は日本の女性声優、ナレーター、MC。福島県福島市出身。血液型O型。身長173cm。青二塾東京校14期生。青二プロダクションに所属していた。現在はフリー。

## 経歴・人物
デザイン系の美術高校を卒業後、東京の美術系の学校に合格するも、声優を志し福島県から上京。
美術学校を蹴って青二塾東京校に第14期生として入塾。養成教育を受けて卒業後、青二プロダクションに所属した。養成所の同期に神谷浩史・豊嶋真千子・鈴木麻里子・米本千珠らがいる。
セシール幼児用教材『のびのびくらぶ』のザリガニ君役で声優デビュー。アニメデビューは『ロミオの青い空』である。
青二プロダクション退所後は、読売テレビのプロデューサー諏訪道彦に根性で食らいつき、フリーで活動を始める。
元気で明るいキャラクターが支持され、NHKBS2『フルーツサンデー』の「シティガイドのお姉さん」に大抜擢され、「みかりん」の愛称で子供達の人気者となる。これをきっかけに声だけに留まらず、子供ショーや特撮ショーのMC、レポーター、テーマパークのアテンド指導などマルチに活動。
もともと美術系だったこともあり、劇団のパンフレット制作や物撮りなどを手がけることもある。
趣味はカメラ・写真。ディズニー好き。
2017年1月に渋谷のライヴハウスで初のワンマンライヴを開催した。

## 出演作品

### ゲーム
- 月満ちたる綾線（女子高生）
- プリントクラブルパン3世〜part3〜不二子バージョン（ナビゲーター・峰不二子）

他

### オーディオドラマ
- 角川ドラマルネッサンス リング（浅川明日実）
- I LOVE YOU 高瀬由香（ひょっこり)
- 角川ドラマルネッサンス グスコーブドリの伝記（ネルの子供時代）

### テレビアニメ
- ロミオの青い空（1995年、少女B）
- 金田一少年の事件簿（1997年、女生徒）
- こどものおもちゃ（1997年、看護婦、女生徒）
- 名探偵コナン（1997年、正男、ひろし）
- コボちゃんスペシャル 約束のマジックディ（1998年、水の江）

### テレビ番組
- NHKBS2 「フルーツサンデー」シティガイドお姉さん
- 日本テレビ ドラマ「ベストフレンド」声優役
- TBS 「おはようクジラ」レポーター
- NHK教育 「ひとりでできるもん!」

### 吹き替え
- テレコンワールド

### CM
- VAIO(ソニー)
- 東京ディズニーランド
- 日本道路公団
- 味の素
- Canon

### MC
- NTT(docomo)
- 七福神がやってくる
- 電磁戦隊メガレンジャーショー
- 星獣戦隊ギンガマンショー
- ケロロ軍曹ショー

他

### CD
- 緒方恵美『多重人格』4曲目 「カミング・アウト」セリフ(女性役)

### オリジナル・ソロ曲
- Blaze and Spark
- コスミック・チェイン

### その他コンテンツ
- セシール幼児教材「のびのびくらぶ」(ザリガニ君、男の子)
- 「どきどきわくわく一年生」(大地、だいすけ)
- ファミリーマート「ファミポート」(ナビゲーター)